# 范筑先
范筑先（1882年1月30日—1938年11月15日），原名范金标，字夺魁，中国山东省馆陶县（现属河北省）人，著名抗日将领。

## 生平
范1904年因家乡卫河水灾而被迫投军，加入北洋军第四镇，后被选拔入天津北洋陆军讲武堂炮兵科学习，毕业后任炮兵连长。中华民国建国后，范加入国民党，但仍服役于北洋军中，被逐级提拔为第四师参谋长，属于皖系浙江都督卢永祥和第四师师长陈乐山麾下。
1924年9月，江浙战争爆发后，孙传芳乘机自福建率军夺取浙江，收编第四师，任命范为第八旅旅长。1925年孙传芳对第四师进行改编，范被撤去军职，隐居上海，后回乡并改名“竹仙”。
1926年，范在张维玺的游说下投入冯玉祥麾下，再度改名为“筑先”，参与北伐战争，任高级参议。中原大战时，范任冯玉祥讨蒋南路军（即张维玺部）总司令部参议。战败后，范决意脱离军界，不同张维玺退兵陕西，而是投奔韩复榘，任参议。
1933年，范被任命为沂水县县长，同年又被调任临沂县长，为政其间多有清名。1936年冬，范升任山东省第六区行政督察专员、保安司令兼聊城县长。
1937年抗战爆发前夕，中国共产党特派彭雪枫对范进行游说，争取其秘密支持。抗战爆发后，范在中共支持下，拒绝韩复榘的撤退令，于11月19日发出“皓电”，通电全国，誓与日军在黄河以北抗战到底。很快，范在中共的协助下掌握了鲁西北二十多个县的政权，并对各路武装力量进行收编，其兵力达到2万余人，被国民政府委任为山东省六区游击司令。
1938年3月，为策应徐州会战，范率部在濮县、范县等地对日军土肥原贤二部进行了阻击，迟滞了其南渡黄河。在武汉会战期间，范更是全军而出，对被日军占领的济南展开攻势，一度攻占济南市郊机场。但是在日军的反扑下，范部也遭到很大损失，其次子阵亡。
为报复范发动的济南战斗，日军在1938年11月对范的军事中心聊城发动攻势。范亲自布置放弃聊城，希望能在八路军129师支援下对日军实施反包围。但是11月14日时，由于需要接待鲁西行署主任李树春来访，范比预定计划推迟两小时撤离聊城，结果其所部700余人被日军千叶联队1000余人包围在聊城，经过一昼夜苦战，范全军覆没，本人亦阵亡。